# Stenospermation dictyoneurum
Stenospermation dictyoneurum — вид квіткових рослин із родини кліщинцевих (Araceae), роду Stenospermation. Це ліана, рідним ареалом якої є Болівія.